# Basilio Sarmiento
Basilio Sarmiento (Meycauayan, 14 juni 1890 – 18 juli 1970) was een Filipijns dichter in het Tagalog.

## Biografie
Basilio Sarmiento werd geboren op 14 juni 1890 in Banga, een barangay in Meycauayan in de Filipijnse provincie Bulacan. Hij was de oudste van een gezin met vijf kinderen van Domingo Sarmiento en Engracia Latigar. Zijn vader was een visser en zijn moeder marktkoopvrouw. Sarmiento leerde lezen en schrijven van zijn vader. Zijn middelbareschoolopleiding volgde hij aan Malolos en Manila High School. Van 1911 tot 1913 studeerde hij aan de Philippine School of Commerce, waar hij typen en steno leerde. Na het behalen van de Civil Service-diploma was hij van 1913 tot 1928 als klerk werkzaam bij het Bureau of Post. In 1928 behaalde Sarmiento een Associate of Arts-diploma aan de University of Manila.
Naast zijn werk voor de Filipijnse overheid was Sarmiento ook actief als schrijver. Tussen 1914 en 1916 schreef hij voor kranten als Taliba, Mithi en Ang Democracia. In deze periodebegon hij ook met dichten. Zijn eerste gepubliceerde gedicht was Kakilakilabot in Renacintiento in 1913. Nadien volgden veel meer gedichten en zo nu en dan ook proza. Werk van Sarmiento verscheen onder pseudoniemen als Silahis, Basalisar, Bul. A. Kan in weekbladen als Liwayway, Alitaptap, Sampaguita, Bulaklak, Ilang-Ilang en Tagumpay. Een deel van zijn gedichten verschenen in een dichtbundel genaamd Sagismsim. Hiervoor ontving hij in 1940 een eervolle onderscheiding bij de Commonwealth Literary Contest.
Sarmiento overleed in 1970 op 80-jarige leeftijd. Hij was getrouwd met Inocencia Saldaña en kreeg met haar acht kinderen.